# Selfoss
Selfoss település Dél-Izlandon, az Ölfusá partján, Árborg székhelye, 9812 fős populációjával (2024) a legnagyobb dél-izlandi lakóövezetnek minősül. Az izlandi 1-es út áthalad rajta.

## Történelme
Selfosst Þórir Ásason alapította valamivel 1000 után, bár egyes izlandi sagák szerint Ingólfr Arnarson 873–74 telén az Ingólfsfjall lábánál, azaz az Ölfusától nyugatra tartózkodott.
1891 nyarán Tryggvi Gunnarsson lobbija hatására, ki az Alþingi tagja volt, felépítették az első Ölfusá feletti hidat, ezzel komoly áttörést érve el az izlandi infrastruktúra fejlesztése tekintetében. A jelenlegi hidat 1945-ben építették, az eredeti összeomlása után.
1900-ban még csak negyven lakossal bírt, 1950-re ellenben a népesség ezer környékére növekedett.
1927-ben megalapították a Mjólkurbú Flóamanna-tejgyárat, 1930-ban pedig a Kaupfélag Árnesinga-áruházat. Ezen két cég jelentette lokálisan a fő munkaadó potenciált évtizedeken át.

### Napjainkban
Munkanélküliségi rátája alacsony, területén található az ország egyik legnagyobb főiskolája, az FSU Fjölbrautaskóli Suðurlands is.
Bobby Fischert Selfoss mellett, a Laugardælir temetőben inhumálták.

## Éghajlata
| Hónap                                                                   | Jan.  | Feb.  | Már.  | Ápr.  | Máj. | Jún. | Júl. | Aug. | Szep. | Okt.  | Nov.  | Dec.  | Év    |
| ----------------------------------------------------------------------- | ----- | ----- | ----- | ----- | ---- | ---- | ---- | ---- | ----- | ----- | ----- | ----- | ----- |
| Rekord max. hőmérséklet (°C)                                            | 10,5  | 9,3   | 12,1  | 14,0  | 19,8 | 22,6 | 27,5 | 25,5 | 18,5  | 15,1  | 11,0  | 10,8  | 27,5  |
| Átlagos max. hőmérséklet (°C)                                           | 2,0   | 2,4   | 2,6   | 5,2   | 9,2  | 12,0 | 13,9 | 13,1 | 10,2  | 6,5   | 3,6   | 2,3   | 6,9   |
| Átlaghőmérséklet (°C)                                                   | −0,3  | 0,2   | 0,4   | 2,5   | 6,1  | 8,8  | 10,7 | 10,2 | 7,5   | 4,4   | 1,5   | −0,1  | 4,4   |
| Átlagos min. hőmérséklet (°C)                                           | −2,8  | −2,3  | −2,2  | 0,1   | 3,7  | 6,5  | 8,5  | 8,2  | 5,2   | 2,2   | −0,7  | −2,4  | 2,0   |
| Rekord min. hőmérséklet (°C)                                            | −19,7 | −19,3 | −18,9 | −18,8 | −8,2 | −3,0 | 0,5  | −1,2 | −6,4  | −14,9 | −17,9 | −19,8 | −19,8 |
| Átl. csapadékmennyiség (mm)                                             | 94    | 96    | 95    | 82    | 66   | 78   | 72   | 102  | 100   | 120   | 104   | 105   | 1114  |
| Havi napsütéses órák száma                                              | 22    | 48    | 101   | 140   | 162  | 153  | 145  | 122  | 112   | 80    | 42    | 15    | 1140  |
| Forrás: Izlandi Meteorológiai Hivatal (rekordok: 1957–2015, Eyrarbakki) |       |       |       |       |      |      |      |      |       |       |       |       |       |

Óceáni, a szélességi körhöz képest meglehetősen enyhe éghajlattal rendelkezik, hűvös nyarakkal és hideg telekkel.